# Preston (Rutland)
Preston is een civil parish in het bestuurlijke gebied Rutland, in het Engelse graafschap Rutland met 173 inwoners.